# Äktenskapet mellan himmel och helvete
Äktenskapet mellan himmel och helvete (originaltitel The Marriage of Heaven and Hell, i annan översättning Himlens och helvetets äktenskap) är en bok av den brittiske poeten William Blake, skriven mellan 1790 och 1793. Det är en serie texter skrivna som en efterbildning av bibliska profetiska böcker, men som uttrycker Blakes egna romantiska tankar. 
Boken består både av Blakes målningar och hans dikter, och beskriver hans resa ned i helvetet, ett koncept han tagit ifrån Dante Alighieris Inferno och John Miltons Det förlorade paradiset. Liksom hans tidigare böcker trycktes Äktenskapet mellan himmel och helvete först av Blake själv, och kopiorna handmålades av honom och hans fru Catherine.
Ett känt citat ur verket, "If the doors of perception were cleansed every thing would appear to man as it is, Infinite." inspirerade Aldous Huxley till titeln The Doors of Perception (En port till andra världen på svenska) och The Doors till sitt namn.